# Chaoilta mediofusca
Chaoilta mediofusca är en stekelart som beskrevs av Per Abraham Roman 1913. Chaoilta mediofusca ingår i släktet Chaoilta och familjen bracksteklar. Inga underarter finns listade i Catalogue of Life.